# Communauté rurale de Baba Garage
La communauté rurale de Baba Garage est une communauté rurale du Sénégal située à l'ouest du pays. 
Elle fait partie de l'arrondissement de Baba Garage, du département de Bambey et de la région de Diourbel.
Son chef-lieu est Baba Garage.

## Population
Lors du dernier recensement (2002), la CR comptait 17 685 personnes et 1 690 ménages.